# تور يوهانسون (مجدف)
تور يوهانسون (بالسويدية: Tore Johansson)‏ هو مجدف سويدي، ولد في 19 أكتوبر 1920 في فاكسهولم في السويد، وتوفي في 5 أبريل 2002.

## وصلات خارجية
- تور يوهانسون على موقع الاتحاد الدولي للتجديف (الإنجليزية)
- تور يوهانسون على موقع أوليمبيديا (الإنجليزية)
- تور يوهانسون على موقع اللجنة الأولمبية السويدية (السويدية)